# 小松島市立立江中学校
小松島市立立江中学校（こまつしましりつ たつえちゅうがっこう）は、かつて徳島県小松島市立江町字鍋寺にあった公立中学校。
1学年1学級の小規模校であり、2011年7月22日の市議会全員協議会で小松島市立坂野中学校との統合の方針が示された。
生徒数の減少などの理由で2016年3月31日をもって閉校し、小松島市立坂野中学校と統合し、同年4月1日に小松島市立小松島南中学校が開校された。2017年に校舎を解体予定。

## 基礎データ
全校生徒数
- 82人（2011年度（平成23年度）当時）
- 91人（2012年度（平成24年度）当時）
- 84人（2013年度（平成25年度）当時）
- 84人（2014年度（平成26年度）当時）
- 74人（2015年度（平成27年度）当時）

全卒業生数　
- 5092人[2]

最寄駅
- 四国旅客鉄道牟岐線立江駅

最寄バス停
- 徳島バス立江中学校前バス停

## 沿革
- 1947年 - 学制改革により、那賀郡立江町立立江中学校を創立。
- 1951年 - 小松島町立立江中学校と改称。市制実施に伴い小松島市立立江中学校と改称。
- 2016年（平成28年）
  - 3月21日 - 閉校式典挙行[2]。
  - 3月31日 - 閉校。
  - 4月1日 - 小松島市立小松島南中学校に統合。
  - 4月29日 - 閉校記念合同同窓会開催[3]。

## 校歌
- 作詞：森吉芳作 / 作曲：住吉淳二

## 校訓
- 自主
- 協同
- 勉学

## 部活動
- 男女ソフトテニス部
- 軟式野球部
- 女子バレーボール部
- 陸上部
- 音楽部